# Andrea Caianiello
Andrea Caianiello, né le 24 septembre 1987 à Naples, est un rameur italien.

## Palmarès

### Championnats du monde
- 2006, à Eton,  Royaume-Uni
  -  Médaille de bronze en deux de pointe poids légers
- 2007, à Munich,  Allemagne
  -  Médaille d'or en deux de pointe poids légers
- 2008 à Linz,  Autriche
  -  Médaille d'argent en deux de pointe poids légers
- 2009, à Poznań,  Pologne
  -  Médaille d'argent en deux de pointe poids légers
- 2011 à Bled,  Slovénie
  -  Médaille d'argent en quatre de pointe poids légers
- 2012 à Plovdiv,  Bulgarie
  -  Médaille d'argent en huit barré poids légers

### Championnats d'Europe d'aviron
- 2008 à Marathon,  Grèce
  -  Médaille d'or en quatre de pointe poids légers